# Речи, Эви
Эви Речи (алб. Evi Reçi, род. 30 апреля 1990 г. в г. Дуррес, Албания) — албанская певица, журналист, теле-и радиоведущая.

## Биография
Эви Речи родилась 30 апреля 1990 года в городе Дуррес, Албания, и выросла в Афинах, Греция. У неё в раннем детстве развилась любовь к музыке, чему поспособствовала её мать, которая профессионально выступала и работала инструктором по виолончели. Её отец работал биохимиком.
Эви училась игре на классическом фортепиано и лирическому пению. В Греции она участвовала в различных музыкальных мероприятиях, преимущественно как сольный исполнитель, а также как пианист и иногда как певец в хоре. Также она закончила модельную школу и достигла многого в карьере фотомодели.
Эви сотрудничала с такими известными композиторами, как Адриан Хила и Флори Мумаеси. Также она участвовала в шоу Top Fest с песней «Me Ty Pa Ty» и вошла десятку лучших. В 2007 году она участвовала в Kenga Magjike, где она была номинирована на лучшую танцевальную песню с песней «Zjarr i Harruar», и ещё один раз в 2008 году с песней «Enderr e Etur».
В 2009 году Эви была предоставлена очень похожему шоу Телевизионная награда со своей песней «Jeton Tek Ti.» Песня была написана Флори Мумаеси на слова поэта и очень талантливого журналиста Феодоры Фьоры. В 2010 году она создала своей первый видеоклип на песню «I Ngjan Asaj», а видео было сделано продукцией Про-Видео. Это был также первый дуэт с композитором Флори Мумаеси, который быстро одержал успех. В декабре 2010 году Эви вышла со своей новой старой песней «Dhe Jemi Te Dy». Автором песни является Флори Мумаеси, а видеоклип был создан продукцией Entermedia. Это видеоклип получил награду «Лучшие редактирование и монтаж видеоклипа» после существующей номинации в других категориях, включая «Лучшее женское исполнение», и «Лучшее производство видео».
Также Эви была исполнителем песни в фильме «Lover.S», итальянского производства, где она исполнила песню Франческо Траверси «Whatever Dream». После её выступления итальянский канал RAI TG1 посвятил Эви видео «Держи ухо востро», как одной из новых артистов. Ещё одна из песен этого видео «Zhdukem Ngadale», также написанное Флори Мумаеси. Клип на эту песню был снят во Флоренции, Италия. Затем продолжается написание следующих песен, включая летний хит «Si Limonade» и ремейк на песню «Jeton Tek Ti Remix», автором которого является DJ Erjan из Торонто, он же хорошо снял во Флоренции её видеоклип.
Эви также работала на радио «Radio Fleur» ведущей собственного музыкального шоу под названием «World and Retro Music». Она закончила Флорентийский университет, получив степень бакалавра по коммуникации, радио и журналистике и позднее мастера по коммуникации и музыкальному выступлению.
Также Эви сыграла главную роль Эвиты и Гризабеллы в мюзикле «Кошки»; обе песни были написаны Эндрю Ллойдом Уэббером.
В 2014 году Эви участвовала в популярном танцевальному шоу Танцы со звёздами 5, где Албания заняла 2-е место.
В 2016 году она заключила контракт с музыкальным лейблом 360MRECORDS из Нью-Йорка и выпустила песню «In My Room». Ей было рекомендовано исполнять электронную музыку и новый стиль. С 2016 года она работает радиоведущей, вместе с Бруно Сантилли и Андреой Муцци. Она сотрудничает журналистом с хорошо известной итальянской газетой La Repubblica.
В 2017 году Эви снова участвует в Kenga Magjike с песней «Dorezohu», написанную Дарко Димитровым и Йили Лимани.
В 2019 году она сотрудничает с известным продюсером и исполнителем песни 'Disco Partizani Shantel, написавший песню «Si Margjelo» и создавший ремейк на песню «Margjeloo» (традиционно на албанском языке) в танцевальной версии.
С 2019 года и по сей день Эви ведёт ежедневную программу TV SHOW на национальном телевидении VIZION PLUS, принимающее шоу VIZIONI I PASDITES.
В декабре 2020 года Эви будет принимать участие в Festivali i Këngës 59 с песней «Tjerr», написанную музыкантом Ольсой Точи на слова Флориана Зика.

## Дискография

### Синглы
- 2006 — Me ty pa ty
- 2007 — Zjarr i harruar
- 2008 — Ëndërr e etur
- 2009 — Jeton tek ti
- 2010 — I ngjan asaj (с Флори Мумаеси)
- 2010 — Dhe jemi të dy
- 2011 — Whatever dream — официальный саундтрек к фильму L.Over.S
- 2012 — Zhdukem ngadalë
- 2013 — Si Limonade
- 2014 — Jeton tek ti (dupstep remix)
- 2015 — Merr guximin (fer fer fer)
- 2016 — In My Room
- 2017 — Dorezohu
- 2019 — Si Margjelo (с Shantel)
- 2019 — Kur une nje gje e du